# Sporophile bouveron
Sporophila lineola
Espèce
Statut de conservation UICN

 LC  : Préoccupation mineure
Le Sporophile bouveron (Sporophila lineola) est une espèce de passereaux appartenant à la famille des Thraupidae. Il est parfois appelé du nom d'une autre espèce : Sporophile à front blanc (Sporophila frontalis).

## Description
Cet oiseau mesure environ 10 cm de longueur et présente un dimorphisme sexuel.
Le mâle arbore un plumage bleu brillant (essentiel des parties supérieures) et blanc (avant de la calotte, joues, poitrine et parties inférieures). La femelle est gris olive dessus avec les régions auriculaires brillantes et les parties inférieures gris plus clair.
Les deux sexes ont les yeux marron, le bec noir et les pattes gris brun.

## Répartition
Cet oiseau se trouve en Argentine, en Bolivie, dans l'est du Brésil, en Colombie, en Équateur, en Guyane française, au Guyana, au Panama, au Paraguay, au Pérou, au Suriname et au Venezuela.

## Habitat
Son cadre naturel de vie est constitué par les zones de broussailles humides, les prairies, les forêts anciennes fortement dégradées et les abords de villages.

## Comportement
Cet oiseau vit le plus souvent en petits groupes.

## Galerie

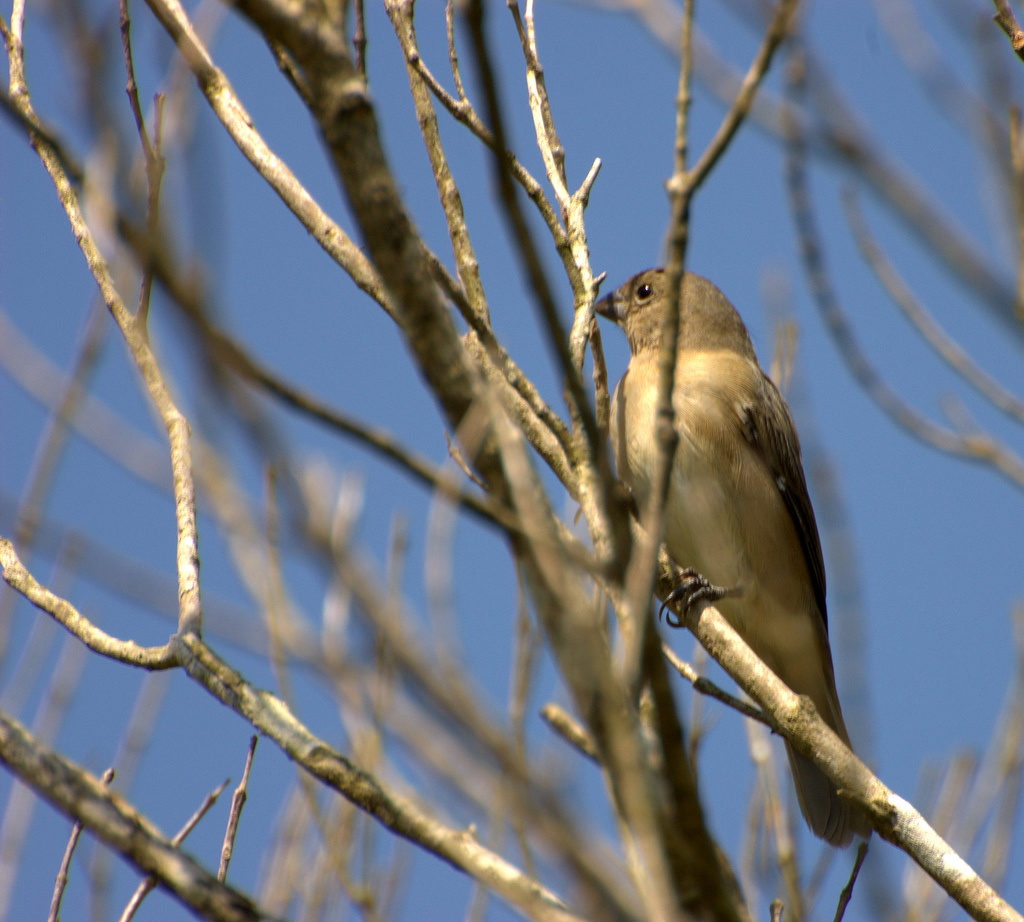
Femelle